# 菅島灯台
菅島灯台（すがしまとうだい）は、三重県鳥羽市にある菅島の白崎に立つ白亜の中型灯台。「日本の灯台50選」に選ばれている。また、現役では日本最古の煉瓦造灯台であり、建設当初の姿を現在に伝える歴史的・文化的価値の高さから、国の重要文化財に指定されるとともに、Aランクの保存灯台に指定されている。
周辺は、伊勢志摩国立公園に指定され、伊良湖水道を望む風光明媚の地。

## 歴史
- 1673年（延宝元年）、この地にかがり火を焚いて目印とする「御篝堂（おかがりどう）」が建てられた。菅島周辺では、難破する船が多く、当時の船乗りたちから「鬼ケ崎」と呼ばれ、恐れられていたが、この海域に多くの岩礁があったためだ。そこで、河村瑞賢（江戸時代初期の政商で、東廻・西廻海運の開拓者）の江戸幕府への建議等により、作られることになった。このため、日本初の公設灯台とされる[1]。その後、200年にわたって、海を守って、火が焚かれてきたが、その役割は、明治時代になって、洋式灯台へ引き継がれることとなった。
- 1873年（明治6年）7月1日に、現在の洋式灯台が初点灯したが、これは、「灯台の父」と呼ばれるリチャード・ヘンリー・ブラントンの設計によるレンガ造灯台で、国産の赤煉瓦を使っており、竣工式には、西郷隆盛など当時の政府高官が多数列席した。
- 1959年（昭和34年）7月まで職員が駐在し、管理されていたが、以後無人化された。
- 1964年（昭和39年）付属の旧退息所は、博物館明治村に移築保存され、1968年（昭和43年）4月25日、国の重要文化財に指定された。
- 2009年2月、国の近代化産業遺産に認定された[2]。
- 2010年2月、国の登録有形文化財に登録された[2]。
- 2013年、LED灯器に変更された。
- 2022年9月、国の重要文化財に指定された[3]。

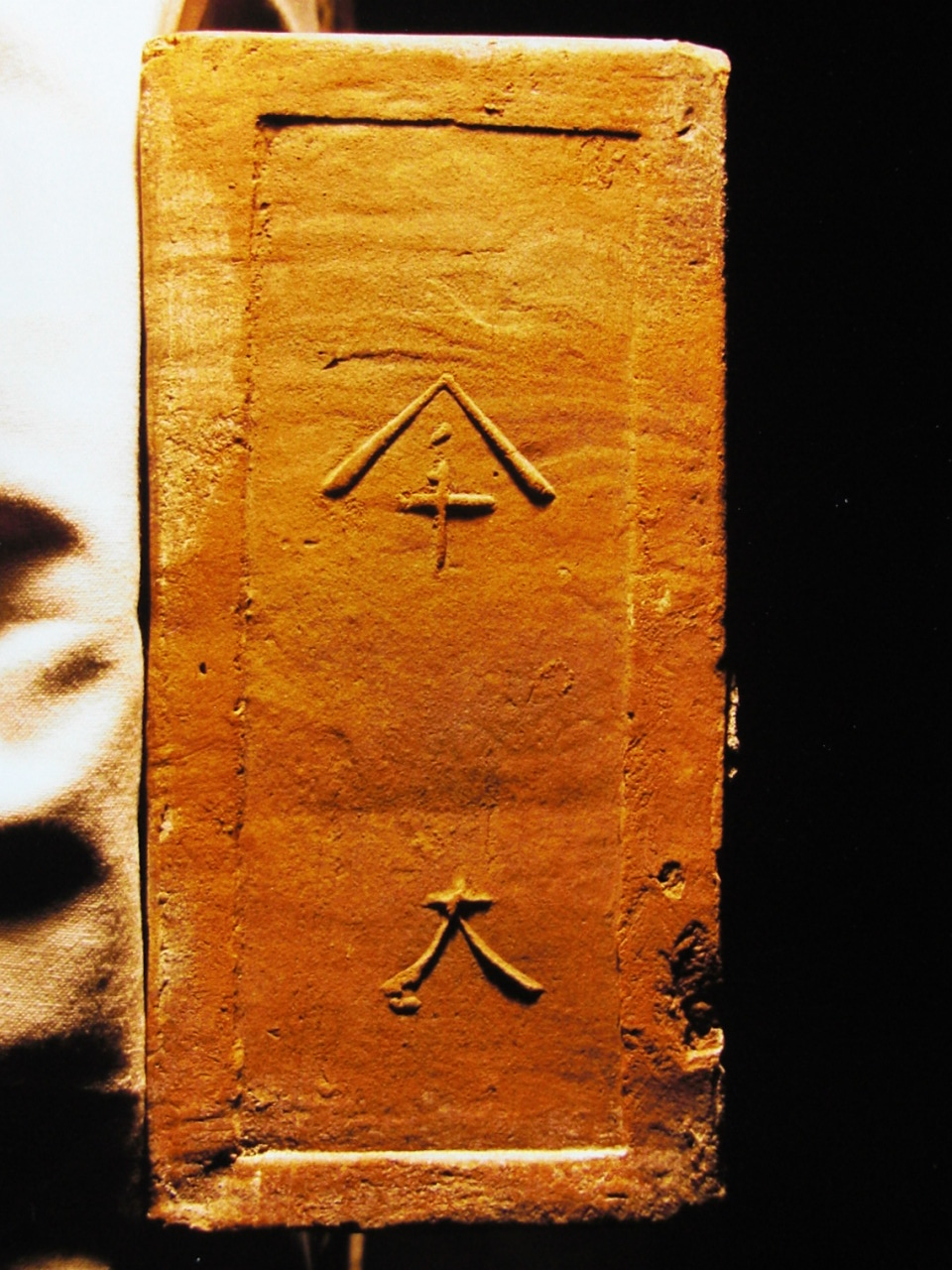
ブラントンの指導の下、三重県渡鹿野島の瓦師 竹内仙太郎が製造した菅島灯台建造用煉瓦

## 交通
鳥羽市営定期船乗り場から菅島行き市営定期船で20分、下船後徒歩20分

## 周辺情報
- 神島
- 答志島

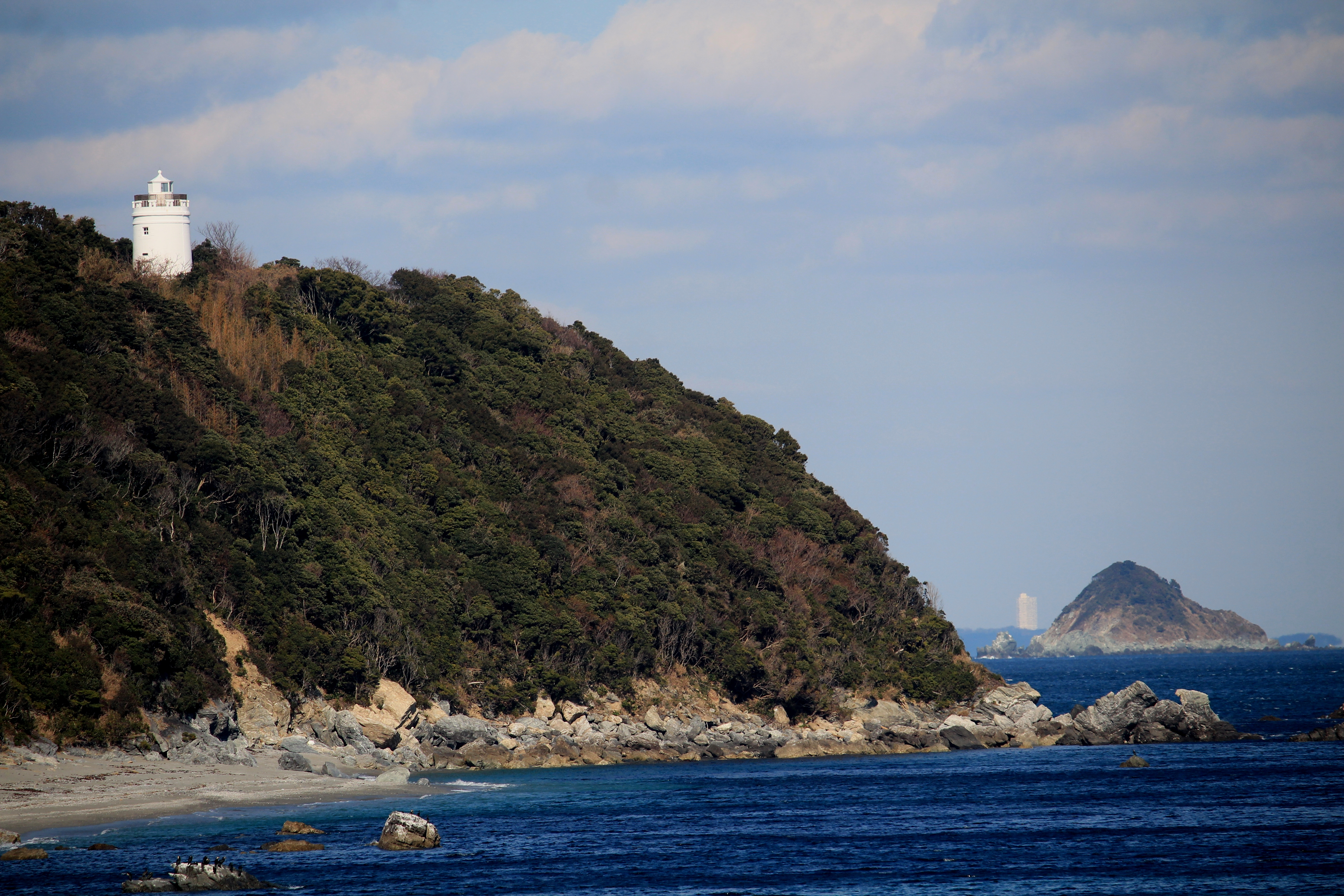
黒崎（長崎鼻）から望む菅島灯台、右奥に小築海島
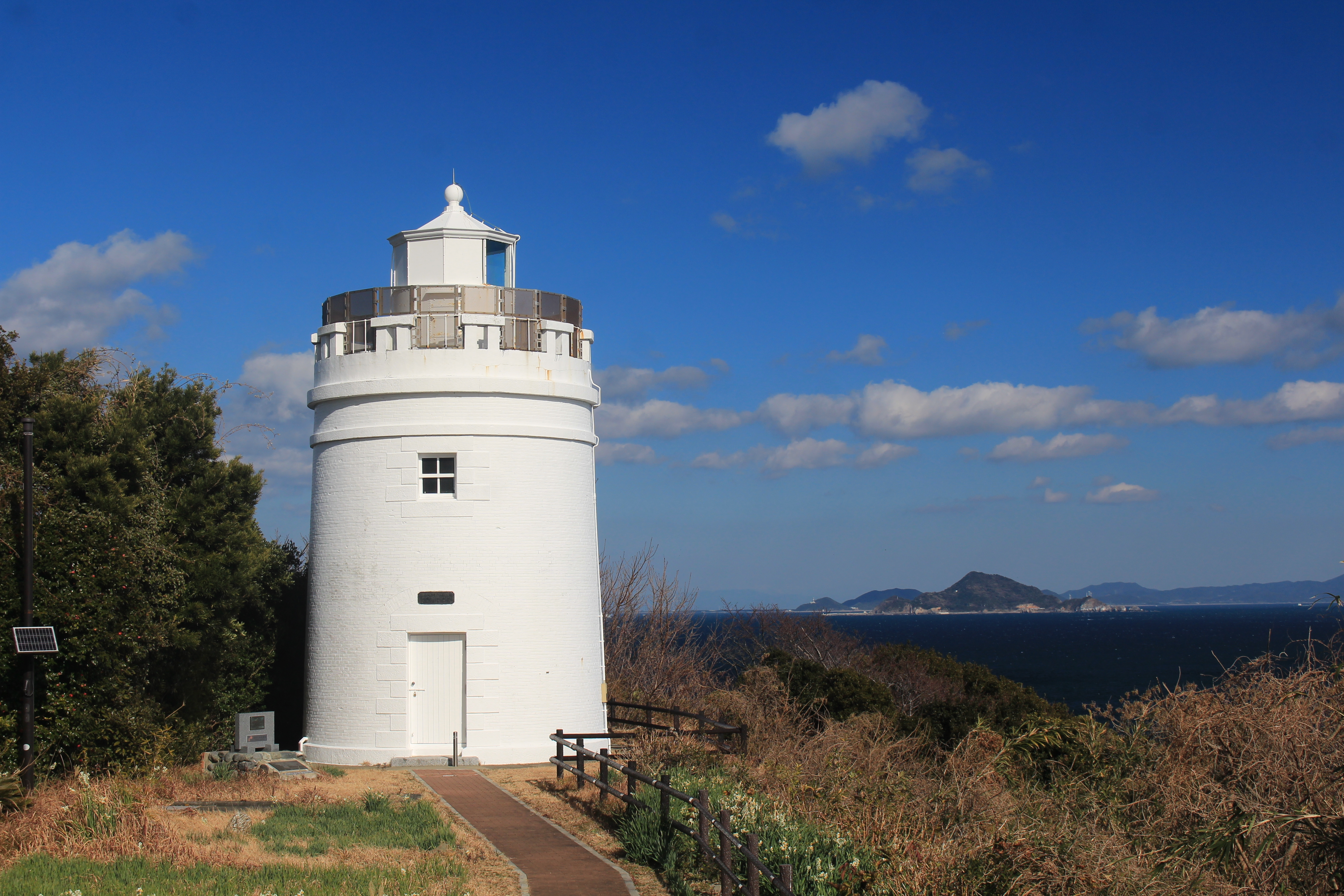
菅島灯台と右奥の神島